# Bullia rhodostoma
Bullia rhodostoma, tên tiếng Anh: smooth plough shell, là một loài ốc biển, là động vật thân mềm chân bụng sống ở biển thuộc họ Nassariidae.

## Hình ảnh

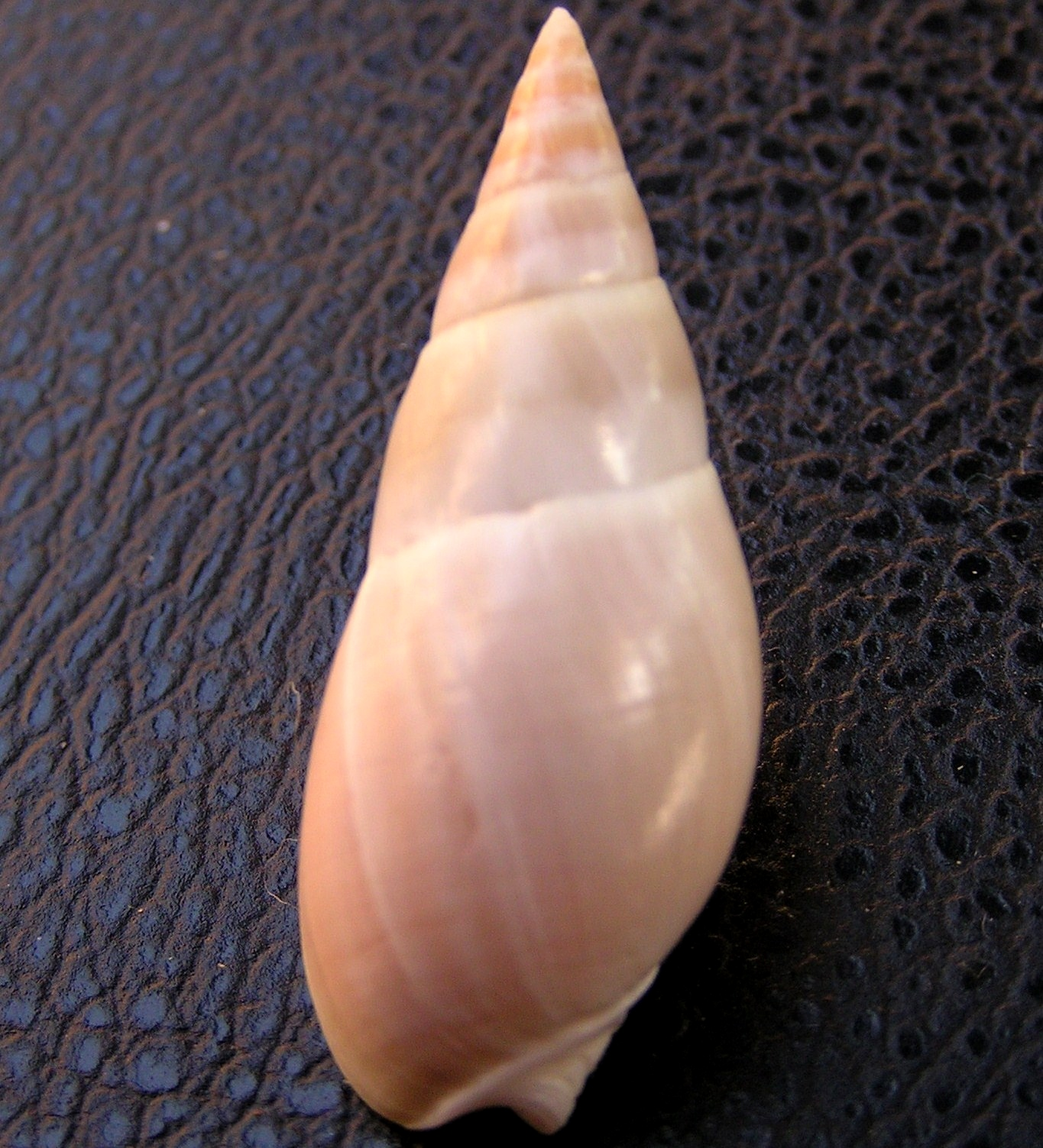